# Unión Mundial de las Mujeres Campesinas
La Unión mundial de las mujeres campesinas (en inglés Associated Country Women of the World ACWW) creada en 1933 es la organización de mujeres rurales y de trabajadoras a domicilio más importante. La ACWW coordina más de 365 uniones y sociedades de mujeres en 70 países, cada una con sus características y actividades independientes. La organización cuenta con 9 millones de miembros,.
Su sede general está basada en Londres y el AC WW dispone del estatus de ONG con un derecho de consulta con ciertas agencias de las Naciones Unidas. La asociación trata sobre la promoción de la cooperación internacional ofreciendo una ayuda práctica a sus miembros. 

## Historia
A finales del siglo XIX los grupos de mujeres rurales independientes ven la luz. La comunicación entre estos grupos permite a las mujeres que vienen del mundo rural de reunirse y trabajar juntas con el fin de obtener objetivos comunes. La unión se crea gracias a la acción de Margaret Vatio.
En London en abril de 1929 se realiza la primera conferencia de las mujeres campesinas, 46 mujeres de 24 países participan en la conferencia que dura cuatro días. 
En Viena en 1930, la conferencia adopta una decisión del Consejo internacional de las mujeres (CIF) de formar un 'Comité de conexión' de las organizaciones de mujeres rurales.
En Estocolmo en 1933 el comité pasa a ser la Unión mundial de las mujeres rurales (ACWW).
La Unión de las campesinas suizas pasa a formar parte de esta asociación en 1935.
Ruth Shanks es escogida la presidenta en 2013.

### Objetivos
- Aumentar el nivel de vida de las mujeres rurales y de sus familias gracias al desarrollo de la educación y de programas comunitarios.
- Aportar una ayuda práctica a las miembros y ayudarlas a desarrollar proyectos de emprendimientos que generan ingresos.
- Dar visibilidad a las mujeres rurales en el plano internacional gracias a los vínculos con las agencias de las Naciones Unidas.

La ACWW tiene como objetivo aumentar el nivel de vida de las mujeres rurales y de sus familias gracias a proyectos en las comunidades rurales dentro de los temas siguientes:
- Salud y nutrición
- Acceso al alojamiento y a los recursos hidráulicos
- Alfabetización
- Asistencia y planificación a nivel microeconómico
- Formaciones de liderazgo para animar a las mujeres a tomar un rol en el desarrollo de sus comunidades.

La ACWW hace de lobbying para las mujeres rurales y sus familias gracias a sus vínculos con las Naciones Unidas. Bajo los estatutos consultivos con la Organización de las Naciones Unidas para la educación, la ciencia y la cultura (UNESCO), la ACWW es miembro de los grupos de las Naciones Unidas siguientes:
- Working Group on Girls (sección de la UNICEF)
- NGO Comité de la UNIFEM (sección de UN Women)
- NGO Comité de UNICEF
- NGO Comité del status de las mujeres
- NGO Comité de desarrollo sostenible
- NGO Comité de la familia
- NGO Comité de las personas mayores
- NGO-UNESCO comité de conexión